# T.S.I.
A T.S.I. (eredeti címén: T.M.I.) a South Park című amerikai animációs sorozat 213. része (a 15. évad 4. epizódja). Elsőként 2011. május 18-án sugározták az Egyesült Államokban a Comedy Central műsorán. Magyarországon 2012. január 3-án szintén a Comedy Central mutatta be.
Az epizód főszereplője Eric Cartman, akit dühkezelési terápiára küldenek, miután kiakad egy mérőszámon, amit az iskolában látott, és tévesen a péniszmérettel hoz összefüggésbe.

## Cselekmény
Eric Cartman teljesen kiakad az iskolai menzán, és törni-zúzni kezd. Elmondja a többieknek, hogy a folyosón kitették egy hirdetőtáblára mindenkinek a péniszméretét, és ezt felháborítónak tartja. Megmutatja a többieknek is, és elmondja, hogy megalázó, hogy az övé a legkisebb. Miközben mindenki a táblázatot nézegeti, Mr. Mackey és Victoria igazgatónő elégedetten figyelik ezt, ugyanis azon igazából az látható, hogy a legutóbbi vizsgálat óta ki mennyit nőtt. Cartman minden fiú péniszét újraméreti a vécében, hogy bebizonyítsa, a táblázat téves, kivéve a sajátját, helyette egy kamu számot ír be. Stanék leméretik az övét is, és kiderül, hogy még így is az övé a legkisebb. Erre Victoria igazgatónő behívatja az irodájába, és elmondja neki az igazat. Azt is közli vele, hogy a saját hibájából okozott magának rosszat, és azért, mert agressziós problémái vannak. Ezért elküldi egy terapeutához. A pszichiáter elkezdi sértegetni őt a súlyával kapcsolatosan, hogy kihozza a sodrából, sikertelenül. Helyette Cartman SMS-t kezd el írogatni valakinek. Ezután felhívja a pszichiátert telefonon a felesége, aki közli vele, hogy egy Mitch Connor nevű illető elmondta neki, hogy viszonya van egy tizenéves lánnyal, és hogy büntetett előéletű. Miután az asszony öngyilkos lesz a vonal másik végén, Cartman komoly arccal közli, hogy ő nem kövér, csak erős csontú.
Ennek hatására Cartmant dühkezelő terápiára küldik, ahol rajta kívül ott van Tuong Lu Kim, Michael, a magas grufti, és a Tea Party egyik tagja. Hamar kiderül, hogy mindannyiuknak (még a maszkulin nőnek is) gondjai vannak a péniszméretükkel. Közben az iskolában Victoria igazgatónő elmondja a felnőtteknek is, hogy mi a helyzet, és ennek hatására Randy Marsh úgy dönt, majd ő beszél a fiúkkal. Előadása elég zavaros, amiben kifejti, hogy önmagában a hossz megmérése nem elegendő, hanem egy bonyolult képlettel kell számolni, aminek a végeredménye a T.S.I nevű mérőszám, a "módosított péniszméret". A saját péniszének adataival példálózva rámutat, hogy az új mérőszámmal az ő mérete átlag feletti. Amikor az iskola elküldi az országos tisztifőorvost, hogy beszéljen inkább ő a témában a gyerekekkel, vázolja nekik, hogy a számítási módszer, amit Randy előadott, téves. Erre Randy az előadása közben rátör és megveri, ami miatt ő is a dühkezelő terápián köt ki. Ott hamar lázadást provokál, majd a többiekkel együtt megrohamozzák a FedEx egyik raktárépületét, amit tévedésből kormányhivatalnak hisznek. Magukat Berágott Agresszív Pártnak nevezik, és követelésekkel állnak előː a tisztifőorvos lemondását akarják, Barack Obama születési anyakönyvi kivonatát, hogy "a muterok ne picsogjanak", és hogy "Kyle bassza meg".
A mozgalom országossá válik, és egyre több FedEx raktárépületet rohannak le. Még Butters is csatlakozik hozzájuk, miután a T.S.I. mérőszám alapján az övé kisebb lett. A pszichiáter elmegy a tisztifőorvoshoz, és felvázolja egy képlettel, hogy összefüggést talált az agresszió és a péniszméret között.Ennek hatására a tisztifőorvos a tévében bejelenti, hogy habár a számítási módszer pontos, az országos péniszméret-átlagot 14 centiméterről 3,8 centiméterre szállítják le. Ennek hatására a tüntetések megszűnnek, hiszen mindenki mérete átlag fölötti lett - kivéve Cartmanét. Ő még mindig mérges, miközben a tüntetők az "America's Back" című dalt éneklik.

## Fordítás
- Ez a szócikk részben vagy egészben  a   T.M.I. című angol Wikipédia-szócikk ezen változatának fordításán alapul.  Az eredeti cikk szerkesztőit annak laptörténete sorolja fel. Ez a jelzés csupán a megfogalmazás eredetét és a szerzői jogokat jelzi, nem szolgál a cikkben szereplő információk forrásmegjelöléseként.